# حلم الطالب الجامعي

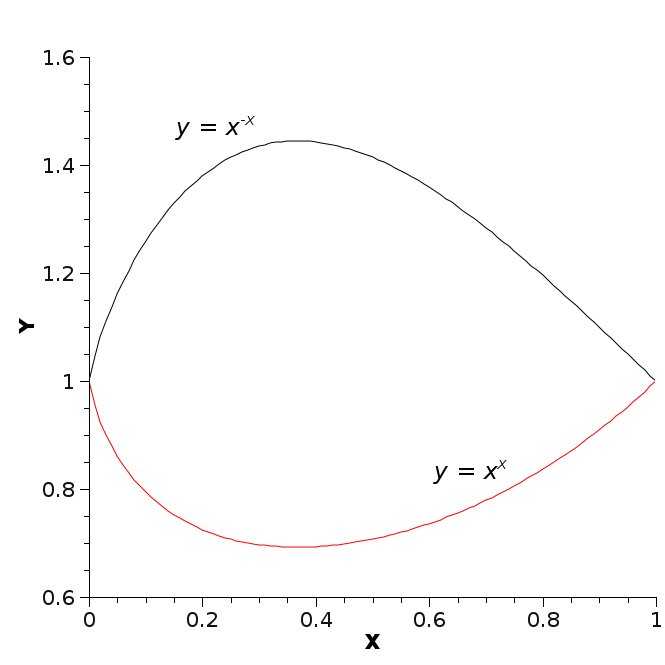
التمثيل البياني للدالتين y = x^{x} وy = x^{−x} على الفترة (0،1).

حلم الطالب الجامعي هو اسم المتطابقة الرياضية التي إكتشفها الرياضياتي السويسري يوهان بيرنولي. والتي تنص على أن.
{\displaystyle {\begin{aligned}\int _{0}^{1}x^{-x}\,dx&=\sum _{n=1}^{\infty }n^{-n}&&(=1.291285997\dots )\\\int _{0}^{1}x^{x}\,dx&=\sum _{n=1}^{\infty }(-1)^{n+1}n^{-n}=-\sum _{n=1}^{\infty }(-n)^{-n}&&(=0.783430510712\dots )\end{aligned}}}

## انظر
حلم الطالب المبتدئ